# Chaetodon
Chaetodon är ett släkte tropiska fiskar om sammanlagt 87 arter i familjen fjärilsfiskar (Chaetodontidae).

## Arter
- Chaetodon adiergastos Seale, 1910
- Chaetodon andamanensis Kuiter & Debelius, 1999
- Chaetodon argentatus Smith & Radcliffe, 1911
- Chaetodon assarius Waite, 1905
- Chaetodon aureofasciatus Macleay, 1878
- Chaetodon auriga Forsskål, 1775
- Chaetodon auripes Jordan & Snyder, 1901
- Chaetodon austriacus Rüppell, 1836
- Chaetodon baronessa Cuvier, 1829
- Chaetodon bennetti Cuvier, 1831
- Chaetodon blackburnii Desjardins, 1836
- Chaetodon burgessi Allen & Starck, 1973
- Chaetodon capistratus Linné, 1758
- Chaetodon citrinellus Cuvier, 1831
- Chaetodon collare Bloch, 1787
- Chaetodon daedalma Jordan & Fowler, 1902
- Chaetodon declivis Randall, 1975
- Chaetodon decussatus Cuvier, 1829
- Chaetodon dialeucos Salm & Mee, 1989
- Chaetodon dolosus Ahl, 1923
- Chaetodon ephippium Cuvier, 1831
- Chaetodon excelsa (Jordan, 1921)
- Chaetodon falcula Bloch, 1795
- Chaetodon fasciatus Forsskål, 1775
- Chaetodon flavirostris Günther, 1874
- Chaetodon flavocoronatus Myers, 1980
- Chaetodon fremblii Bennett, 1828
- Chaetodon gardineri Norman, 1939
- Chaetodon guttatissimus Bennett, 1833
- Chaetodon hemichrysus Burgess & Randall, 1978
- Chaetodon hoefleri Steindachner, 1881
- Chaetodon humeralis Günther, 1860
- Chaetodon interruptus Ahl, 1923
- Chaetodon jayakari Norman, 1939
- Chaetodon kleinii Bloch, 1790
- Chaetodon larvatus Cuvier, 1831
- Chaetodon leucopleura Playfair, 1867
- Chaetodon lineolatus Cuvier, 1831
- Chaetodon litus Randall & Caldwell, 1973
- Chaetodon lunula (Lacépède, 1802)
- Chaetodon lunulatus Quoy & Gaimard, 1825
- Chaetodon madagaskariensis Ahl, 1923
- Chaetodon marleyi Regan, 1921
- Chaetodon melannotus Bloch & Schneider, 1801
- Chaetodon melapterus Guichenot, 1863
- Chaetodon mertensii Cuvier, 1831
- Chaetodon mesoleucos Forsskål, 1775
- Chaetodon meyeri Bloch & Schneider, 1801
- Chaetodon miliaris Quoy & Gaimard, 1825
- Chaetodon mitratus Günther, 1860
- Chaetodon modestus Temminck & Schlegel, 1844
- Chaetodon multicinctus Garrett, 1863
- Chaetodon nigropunctatus Sauvage, 1880
- Chaetodon nippon Döderlein, 1883
- Chaetodon ocellatus Bloch, 1787
- Chaetodon ocellicaudus Cuvier, 1831
- Chaetodon octofasciatus Bloch, 1787
- Chaetodon ornatissimus Cuvier, 1831
- Chaetodon oxycephalus Bleeker, 1853
- Chaetodon paucifasciatus Ahl, 1923
- Chaetodon pelewensis Kner, 1868
- Chaetodon plebeius Cuvier, 1831
- Chaetodon punctatofasciatus Cuvier, 1831
- Chaetodon quadrimaculatus Gray, 1831
- Chaetodon rafflesii Anonymous [Bennett], 1830
- Chaetodon rainfordi McCulloch, 1923
- Chaetodon reticulatus Cuvier, 1831
- Chaetodon robustus Günther, 1860
- Chaetodon sanctaehelenae Günther, 1868
- Chaetodon sedentarius Poey, 1860
- Chaetodon selene Bleeker, 1853
- Chaetodon semeion Bleeker, 1855
- Chaetodon semilarvatus Cuvier, 1831
- Chaetodon smithi Randall, 1975
- Chaetodon speculum Cuvier, 1831
- Chaetodon striatus Linné, 1758
- Chaetodon tinkeri Schultz, 1951
- Chaetodon triangulum Cuvier, 1831
- Chaetodon trichrous Günther, 1874
- Chaetodon tricinctus Waite, 1901
- Chaetodon trifascialis Quoy & Gaimard, 1825
- Chaetodon ulietensis Cuvier, 1831
- Chaetodon unimaculatus Bloch, 1787
- Chaetodon vagabundus Linné, 1758
- Chaetodon wiebeli Kaup, 1863
- Chaetodon xanthocephalus Bennett, 1833
- Chaetodon xanthurus Bleeker, 1857
- Chaetodon zanzibarensis Playfair, 1867